# Río Sevier
El río Sevier  o río Severo (Sevier River) es un río de 450 kilómetros de longitud que discurre por el estado de Utah, en los Estados Unidos. Riega una importante cadena de valles agrícolas separados por profundos cañones. Surge en el Desierto de Utah y desemboca en el lago Sevier.

## Toponimia
El nombre en inglés del río es una corrupción de la palabra española severo. Los españoles lo llamaron río Severo por la peligrosidad de sus aguas. El primer europeo en cruzar el río fue Escalante, que lo llamó el río de Santa Isabel.